# Phora sulcaticerca
Phora sulcaticerca är en tvåvingeart som beskrevs av Borgmeier 1963. Phora sulcaticerca ingår i släktet Phora och familjen puckelflugor.
Artens utbredningsområde är Ontario. Inga underarter finns listade i Catalogue of Life.